# Rižanski zbor
Rižanski zbor (rižanski placit, veča, italijansko Il Placito del Risano) je naziv za zgodovinski dogodek, ki se je leta 804 zgodil na odprtem prostoru v bližini Rižane. Na zboru so bili prisotni predstavniki frankovskega cesarja Karla Velikega, ter na drugi strani predstavniki istrskih mest in kaštelov (utrjenih vasi). Razlog za zbor so bile pritožbe Istranov, da so jim bile kršene stare pravice. Franki so namreč ob zasedbi bizantinske Istre leta 788 na mesto prejšnjega vojaškega poveljnika postavili svojega, vojvodo Janeza. Ker je ta uvajal spremembe, ki so bile v škodo svobodnemu mestnemu prebivalstvu, so se ti pritožili pri frankovskem cesarju Karlu Velikem, ki je v Istro poslal svoje odposlance, ki so za obravnavo pritožb sklicali zbor (večo, latinsko placitum). Razsodba rižanskega zbora je imela dolgotrajne posledice za razvoj bizantinske Istre. Edini ohranjeni vir o tem dogodku je njegov zapisnik, imenovan »listina rižanskega zbora«. Original zapisnika se ni ohranil, pisan pa je bil latinščini.

## Zgodovinsko ozadje Rižanskega zbora
Razlogi za sklic rižanskega zbora segajo v nemirno obdobje na prehodu iz 8. v 9. stoletje. Leta 751 je langobardski kralj Astulf (749-756) zasedel ravenski eksarhat in izvedel tudi vojaški napad v Istro. Pri tem še ni šlo za zasedbo Istre, saj je ta ostala v bizantinskem upravnem območju. Za časa langobardskega kralja Desiderija (757-774) je prišlo do odločilne zasedbe Istre, najverjetneje okrog leta 770. Langobardi se niso pretirano ukvarjali s spremembami upravne strukture, šlo jim je le za gospodarsko izkoriščanje dežele.
Ko so leta 774 Franki osvojili langobardsko državo, je sledilo nagovarjanje s strani papeža in ostalih najvišjih cerkvenih funkcionarjev, da naj zavzamejo še bizantinsko Istro, kar pa se je zgodilo šele leta 788, vendar je severni del Istre ostal izven njihove pristojnosti. Od leta 791 je bila zaradi obrske nevarnosti Istra vključena v furlansko-istrsko marko, ki ji je sicer načeloval vojvoda Henrik (in od leta 799 naprej Kadolaj) vendar pa je bil njen istrski del najverjetneje pod upravo vojvode Janeza, ki ni bil frankovskega izvora, se je pa podredil frankovski oblasti in se izkazal v boju proti Obrom.
Pod vodstvom vojvode Janeza so Franki začeli z nasilno odpravo starih pravic in uprave. Odpravili so stare nazive, privilegije, oprostitve. Uvedli so vojaško obveznost vseh prebivalceh; osebne dajatve in tlako. Franki so zaradi boljše gospodarske izkoriščenosti na neizkoriščena ozemlja pod upravo mest začeli naseljevati Slovane.
Cerkev s svojo avtoriteto ni preprečevala nasilne fevdalizacije, temveč se ji je pridružila, in zahtevala več dajatev kot poprej. Ljudje so se nadejali pomoči in podpore predvsem s strani Karla Velikega in gradeškega patriarha Fortunata, ki je podpiral Franke. V Benetkah so tako nasprotniki Bizantinskega cesarstva na čelu s Fortunatom pripravljali zaroto, vendar ni uspela, zarotniki pa so pobegnili na frankovsko ozemlje. 
Fortunat se je zato leta 803 zatekel na dvor Karla Velikega, kjer mu je pojasnil, da je vzrok bojazni Istranov predvsem nasilna fevdalizacija vojvode Janeza, zahteval pa je tudi, da ga odstranijo s položaja. Fortunat je predlagal sklic sodnega zbora predstavnikov istrskih mest in kaštelov. Leta 804 so tako trije cesarjevi odposlanci prispeli v Rižano, da bi predsedovali velikemu zboru ob Rižani pri Kopru. To ozemlje je bilo izbrano predvsem zato, ker je bilo takrat še izven pristojnosti frankovskega vojvode Janeza, bilo pa je tudi najbližje Čedadu, začasni rezidenci odposlancev.

## O listini rižanskega zbora
Listina rižanskega zbora je najverjetneje nastala leta 804, v kraju Rižana blizu Kopra. V njej so se prebivalci istrskih mest in kaštelov pritoževali odposlancem Karla Velikega glede nasilne uvedbe frankovskega fevdalnega sistema na območje, ki je bilo več stoletij pod bizantinsko upravo. Je eden od najpomembnejših dokumentov družbenih, upravnih, gospodarskih in političnih razmer v Istri na prehodu med bizantinskim in frankovskim upravnim sistemom. Listina je pomembna tudi pri preiskovanju slovenske zgodovine, ker govori o naselitvi Slovanov v zaledju istrskih romanskih mest.
Original listine je bil napisan v latinščini, in se je najverjetneje hranil v arhivu patriarha v Gradežu, kasneje pa v Benetkah, vendar se do danes ni ohranil. Kopija originala je ohranjena v Trevisanskem kodeksu beneškega plemiča Bernarda Trevisana v Državnem arhivu v Benetkah. Ta naj bi bila najstarejša in najbližje originalu. Poleg tega so se ohranili tudi drugi prepisi listine, ki pa se v nekaterih podrobnostih med seboj razlikujejo, kar pri preiskovanju listine povzroča različne interpretacije.

## Listina rižanskega zbora

### Predstavitev udeležencev
Listina v uvodnem poglavju predstavi ljudi, ki so na njem sodelovali. V prvi vrsti so to trije cesarjevi odposlanci, duhovnik Izon, grof Kadolaj, in grof Ajon. V Rižani so jih pričakali patriarh Fortunat, škofje Teodor, Leon, Stavracij, Štefan in Lavrencij, ter ostali. Iz posameznih mest in kaštelov je bilo nato izvoljenih še 172 glavarjev, ki so mogli priseči, da bodo na obravnavi govorili le resnico. Ti glavarji naj bi bili glavni davčni zavezanci, njihovo število pa je bilo določeno tako, da je na 2 zlata solida mancosa prišel en zavezanec. Skupno število davkov je bilo 344 zlatih solidov mancosov.

### Pritožba istrskih mest proti gradeškemu patriarhu Fortunatu
V tem delu so predstavili zapisnike, ki so bili verjetno seznami davčnih zavezancev. Iz njih je bilo razvidno, da cerkev za uporabo mestne zemlje ni plačevala davkov. Fortunat se je na ta očitek branil, da je v zameno istrskim mestom nudil pomoč vsepovsod, kjer se je le dalo, in ljudstvo mu je pritrdilo.
Nato je Fortunat zastavil vprašanje ljudstvu, da naj razloži navade patriarha in njegove cerkve v istrski deželi. Puljski prvak je pri tem opisal postopek prihoda patriarha v mesto in izvajanje njegovega dela. Ljudstvo ga je pri tem sprejemalo z vsemi častmi; glavarji drugih mest so mu pritrdili, in izrekli, da naj se vse dogaja tako kot prej, in da nimajo več nobenih pripomb zoper Fortunata.

### Pritožbe proti škofom
V tem delu listina preide v svoj resnejši del, saj prehaja na obtožbe, zaradi katerih je bil rižanski zbor v prvi vrsti sploh sklican. V tem delu je 8 pritožb, ki govorijo predvsem o tem, da so si škofje nasilno prilastili pravico do uživanja zemlje, ki sicer pripada mestom, hkrati pa niso plačevali davkov. To naj bi zelo škodilo gospodarskim interesom istrskih mest. Ponarejali naj bi tudi pogodbe o dednih zakupih in si s tem nezakonito prilaščali zemljišča. Izvajali so nasilje nad prebivalstvom istrskih mest; pretepali so jih z gorjačami ter preganjali z meči. Škofje so se potegovali tudi za ekskluzivno pravico do ribolova, ki so jo nezakonito izvajali tako, da so prebivalstvo držali pod roko nasilja in uničevali ribiško opremo.

### Pritožbe proti vojvodi Janezu
Uvod najprej omenja dajatve, ki so jih istrska mesta plačevala v času bizantinske oblasti. Znašale so skupaj 344 zlatih solidov mancosov. 
Pritožbe se nato nadaljujejo, in omenjajo, kako si je vojvoda Janez prilastil mnoge posesti bivših bizantinskih funkcionarjev, pa tudi bizantinske državne posest, ki naj bi bile v okolici današnjega Novigrada. Te posesti naj bi mu neupravičeno prinašale veliko dodatnih prihodkov na račun ribolova in pridelave vina, in to poleg davkov, ki si jih je že prilaščal.
Drugi del nato nadaljuje pritožbe. Predstavniki mest so se pritoževali predvsem nad tem, da si je Janez nasilno prilastil mnoga gospodarsko uporabna ozemlja v okolici mest, še posebej gozdove in pašnike. V okolico mest je naseljeval tudi Slovane, ki so se polastili pašnikov in jim kradli živino; zemljiške dajatve pa so dajali Janezu.
Pritožujejo se tudi nad kratenjem samoupravnih mestnih pravic, saj so izgubili pravico do postavljanja mestnih dostojanstvenikov, vojvoda Janez pa je v mestu postavil svoje oblastnike in vse premoženje razdelil med svoje sorodnike.
Popolnoma je spremenil tudi davčni sistem. Janezu so tako plačevali veliko več dodatnih dajatev (npr. dajatev glede na število glav živine, dajatev krme), in morali so izvajali tlako ter brodarjenje (po morju in po rekah). Pritožili so se tudi zaradi krutega ravnanja Janeza osebno, ker je kradel njihove konje, ljudi pa s silo gnal s seboj na potovanja, da so mu prenašali tovor.
Pritožili so se tudi čez slovansko desetino, ki jo mesta plačujejo Slovanom namesto cerkvi. Pri tem izpostavljajo krivdo vojvode Janeza, ki je Slovane naselil v okolico njihovih mest.
V sklepu predstavniki istrskih mest oporekajo vsem navedenenim dajatvam in tlaki, ki so tako hude, da so ljudje zabredli v revščino. V trenutku velike krize so se zato obrnili na cesarja Karla Velikega, da posreduje in popravi krivice.

### Janezov zagovor in obljuba
Glede uporabe gozdov in pašnikov pritožbam ni nasprotoval, glede ostalih obveznosti in dajatev pa se je obvezal, da bo postopal po starih običajih. 
Glede Slovanov se je obvezal, da jih bo pregnal v tiste kraje, v katerih mestom ne bodo povzročali škode na poljih in v gozdovih.
Odlomek iz zapisnika Rižanskega zbora 
| De sclavis autem unde dicitis, accedamus super ipsas terras ubi resideant, et videamus ubi sine vestra damnietate valeant residere, resideant: ubi vero vobis aliquam damniatatem faciunt sive de agris, sive de silvis, vel roncora, aut ubicumque, nos eos eiiciamus foras. | V tem odstavku je naveden predlog vojvode Janeza v zvezi s tem, kar je bilo povedanega s strani ostalih pričevalcev o Slovanih (“De sclavis…”): »… vstopimo na tista ozemlja, kjer prebivajo (“… accedamus super ipsas terras ubi resideant”), in poglejmo/odločajmo (“et videamus”). Tam, kjer lahko prebivajo ne da bi vam povzročali škode (“ubi sine vestra damnietatem valeant residere”), naj prebivajo (“resideant”). Tam, kjer vam resnično kakršnokoli škodo povzročajo (“ubi vero vobis aliquam damnietatem faciunt”), bodisi na poljih (“sive de agris”), bodisi v gozdovih (“sive de silvis”), bodisi na travnikih (“vel roncora “) ali kjerkoli (“aut ubicumque”), jih preženemo ven (“nos eos eiiciamus foras”).« |

### Sklepi zbora
Cesarjevi odposlanci so v tem delu poskrbeli, da je vojvoda Janez dal vsa poroštva o izpolnitvi zahtev do istrskih mest - glede davkov, pravice do paše živine, delovne obveznosti, dajatev, tlake in brodarjenja. Ljudstvo je potem odstopilo od svoje tožbe pod pogojem, da se take stvari ne bodo več dogajale; če se pa bodo dogajale, naj se kaznujejo.
Glede ostalih pritožb glede Fortunata, škofov in vojvode Janeza je bilo sklenjeno, naj se izpolni vse, kar so izjavili zapriseženi; vsakdo ki bi to kršil bo kaznovan. Listina se končuje s podpisom obljube vseh prisotnih v navzočnosti cesarskih odposlancev.

## Zgodovinske posledice rižanskega zbora
Rižanski zbor je imel poleg svojega neposrednega gospodarskega učinka za Istro daljnosežne posledice tudi v političnem smislu. Franki so si v prehodu iz 8. v 9. stoletje nadvse prizadevali, da bi s svojimi potezami bizantince izrinili iz Istre. K tem prizadevanjem lahko prištevamo tudi rižanski zbor, s katerim si je skušal Karel Veliki pridobiti politično podporo istrskih mest, kar mu je tudi uspelo. Leta 802 se je namreč med bizantinskim cesarjem Nikeforjem in Franki začela vojna, ki je leta 812 pripeljala do Nikeforjevega miru, s katerim je Bizanc priznal cesarsko dostojanstvo Karlu Velikemu, izgubil pa je tudi svoje posesti v Istri. Za istrska mesta je sklep zbora tako imel posledico v specifičnem zgodovinskem razvoju v naslednjih stoletjih.